# Mexiquito, Chiapas
Mexiquito är en ort i Mexiko.   Den ligger i kommunen Las Margaritas och delstaten Chiapas, i den sydöstra delen av landet, 800 km öster om huvudstaden Mexico City. Mexiquito ligger 1 655 meter över havet och antalet invånare är 581.
Terrängen runt Mexiquito är varierad. Runt Mexiquito är det ganska glesbefolkat, med 30 invånare per kvadratkilometer. Närmaste större samhälle är Las Margaritas, 17,3 km söder om Mexiquito. I omgivningarna runt Mexiquito växer huvudsakligen savannskog.